# Olympische Winterspiele 1980/Teilnehmer (Australien)
| Gelbes Symbol für Goldmedaillen mit stilisierten Olympischen Ringen | Graues Symbol für Silbermedaillen mit stilisierten Olympischen Ringen | Braundes Symbol für Bronzemedaillen mit stilisierten Olympischen Ringen |
| ------------------------------------------------------------------- | --------------------------------------------------------------------- | ----------------------------------------------------------------------- |
| —                                                                   | —                                                                     | —                                                                       |

Australien nahm an den Olympischen Winterspielen 1980 in Lake Placid mit einer Delegation von 9 Athleten (5 Herren, 4 Damen) teil. Der Skirennläufer Robert McIntyre wurde ausgewählt, um bei der Eröffnungsfeier die australische Flagge zu tragen.

## Teilnehmer nach Sportarten

### Eiskunstlauf
Paarlauf:
- Elizabeth Cain / Peter Cain
11. Platz

### Eisschnelllauf
Herren:
- Colin Coates
1000 m: 29. Platz
5000 m: 19. Platz
10.000 m: 18. Platz
- Mike Richmond
500 m: 32. Platz
1000 m: 34. Platz
1500 m: 32. Platz

### Ski Alpin
| Damen: - Jenny Altermatt Riesenslalom: 28. Platz Slalom: DNF - Jacqui Cowderoy Riesenslalom: DSQ Slalom: 17. Platz | Herren: - Antony Guss Abfahrt: 26. Platz Riesenslalom: 41. Platz Slalom: 32. Platz - Robert McIntyre Riesenslalom: 38. Platz Slalom: DNF |

### Ski Nordisch

#### Langlauf
Damen:
- Colleen Bolton
5 km: 36. Platz
10 km: 35. Platz

## Weblink
- Olympiamannschaft Australiens 1980 in der Datenbank von Sports-Reference (englisch; archiviert vom Original)